# 혈관외유출
혈관외유출(血管外遊出, 영어: extravasation)은 체액이 들어 있는 공간에서 주변으로, 특히 혈관으로부터 혈액이나 혈구가 유출되는 현상이다. 관외유출(管外遊出), 유출(遊出)이라고도 한다. 염증의 경우, 이는 백혈구가 모세혈관 벽을 통해 주변 조직으로 이동하는 것을 말한다. 이는 백혈구 혈관외유출이라고 하며, 혈구누출이라고도 한다. 암 전이의 경우, 암세포가 모세혈관을 빠져나와 다른 조직으로 이동하여 2차 종양이 형성되는 것을 말한다. 이 용어는 일반적으로 의학적 맥락에서 사용된다.
보다 구체적으로 혈관외유출은 다음을 의미할 수 있다.
- 혈관외유출 (정맥주사)
- 주입액의 관외유출
- 관류액의 관외유출
- 소변의 유출
- 백혈구 혈관외유출
- 세포 혈관외유출 (백혈구가 아닌 세포의 혈관외유출)

## 관류액
관류액의 관외유출은 인체에 주입된 관류액(예: 생리식염수)이 의도치 않게 이동하는 것을 말한다. 이는 최소 침습 정형외과 수술(예: 관절경 수술), 요도경유 전립선절제술(TURP), 자궁내막 경부 절제술(TCRE) 등 여러 유형의 내시경 수술에서 일어날 수 있다.
관절경 수술에서는 압력을 받는 유체를 이용해 관절을 부풀리고 늘려 수술 공간을 만든다. 관절경 검사는 주로 어깨와 무릎 관절에서 시행되지만, 최근에는 고관절 관절경 검사도 인기를 얻고 있다. 관절경 검사는 관절에 수술용 구멍을 만들거나 구멍을 뚫어 상처를 내는 방식으로 실시한다. 관절경이라는 수술 도구를 사용해 압력을 가해 관류액을 주입하고 관절을 팽창시킨다. 관절경에는 관절을 관찰하기 위한 작은(일반적으로 직경 4 mm) 광학 막대가 포함되어 있다. 다른 구멍이나 구멍을 낸 상처는 절단이나 수술을 시행하기 위해 또는 수술 도구를 삽입하기 위해 만들어진다.
어깨나 고관절처럼 관절이 연조직에 둘러싸여 있는 경우, 압력을 받는 체액이 수술 입구를 통해 관절 공간 밖으로 새어나와 환자의 연조직에 모일 수 있다. 일반적인 관절경 검사 결과 1~3 L의 관류액이 환자의 간질 조직에 흡수될 수 있다. 연조직에 관류액이 축적되면 부종이 발생할 수 있다. 이러한 부기는 수술 공간을 붕괴시키거나 환자의 목으로 이동하여 기도를 막아 관절경 수술을 방해할 수 있다. 고관절 관절경 검사에서 우려되는 합병증 중 하나는 관류액이 고관절 캡슐에서 새어 나와 복강으로 배출되는 복부 침윤이다. 체액 유출의 위험 요인에는 시술 시간(>90~120분), 비만, 나이(>45~50세)와 이에 따른 근긴장 부족이 포함된다.
어깨 관절경 검사는 일반적으로 체액 유출로 인한 부기가 시술을 방해하고 환자에게 잠재적인 위험을 초래하기 전인 약 90~120분으로 제한된다. 일반적으로 체액 유출은 체액 압력을 조절하거나 시술을 서두르는 방식으로 관리된다.

## 주입액
혈관외유출은 혈관 조직에서 피하 조직으로 주입된 물질이 새어나가는 것을 의미하기도 한다. 고장액이나 화학요법 제제가 누출되면 심각한 조직 파괴와 심각한 합병증이 발생할 수 있다.

## 같이 보기
- 관절경 검사
- 혈관내이물침입

## 더 읽을거리
- Duralde XA, 편집. (2006). 〈Severe Edema During Shoulder Arthroscopy〉. 《Complications in Orthopaedics: Shoulder Arthroscopy》. American Academy of Orthopaedic Surgeons. 9–16쪽. ISBN 978-0-89203-499-4.
- Blumenthal S, Nadig M, Gerber C, Borgeat A (December 2003). “Severe airway obstruction during arthroscopic shoulder surgery”. 《Anesthesiology》 99 (6): 1455–1456. doi:10.1097/00000542-200312000-00033. PMID 14639164.
- Hynson JM, Tung A, Guevara JE, Katz JA, Glick JM, Shapiro WA (April 1993). “Complete airway obstruction during arthroscopic shoulder surgery”. 《Anesthesia and Analgesia》 76 (4): 875–878. doi:10.1213/00000539-199304000-00033. PMID 8466032.
- Lo IK, Burkhart SS (May 2005). “Immediate postoperative fluid retention and weight gain after shoulder arthroscopy”. 《Arthroscopy》 21 (5): 605–610. doi:10.1016/j.arthro.2005.01.008. PMID 15891729.
- Orebaugh SL (December 2003). “Life-threatening airway edema resulting from prolonged shoulder arthroscopy”. 《Anesthesiology》 99 (6): 1456–1458. doi:10.1097/00000542-200312000-00034. PMID 14639165.
- Sampson TG (October 2001). “Complications of hip arthroscopy”. 《Clinics in Sports Medicine》 20 (4): 831–835. doi:10.1016/s0278-5919(05)70288-x. PMID 11675890.
- Syed HM, Gillham SB, Jobe CM, Phipatanakul WP, Wongworawat MD (January 2010). “Fenestrated cannulae with outflow reduces fluid gain in shoulder arthroscopy”. 《Clinical Orthopaedics and Related Research》 468 (1): 158–62. doi:10.1007/s11999-009-0955-y. PMC 2795841. PMID 19557486.